# Rybák uzdičkový

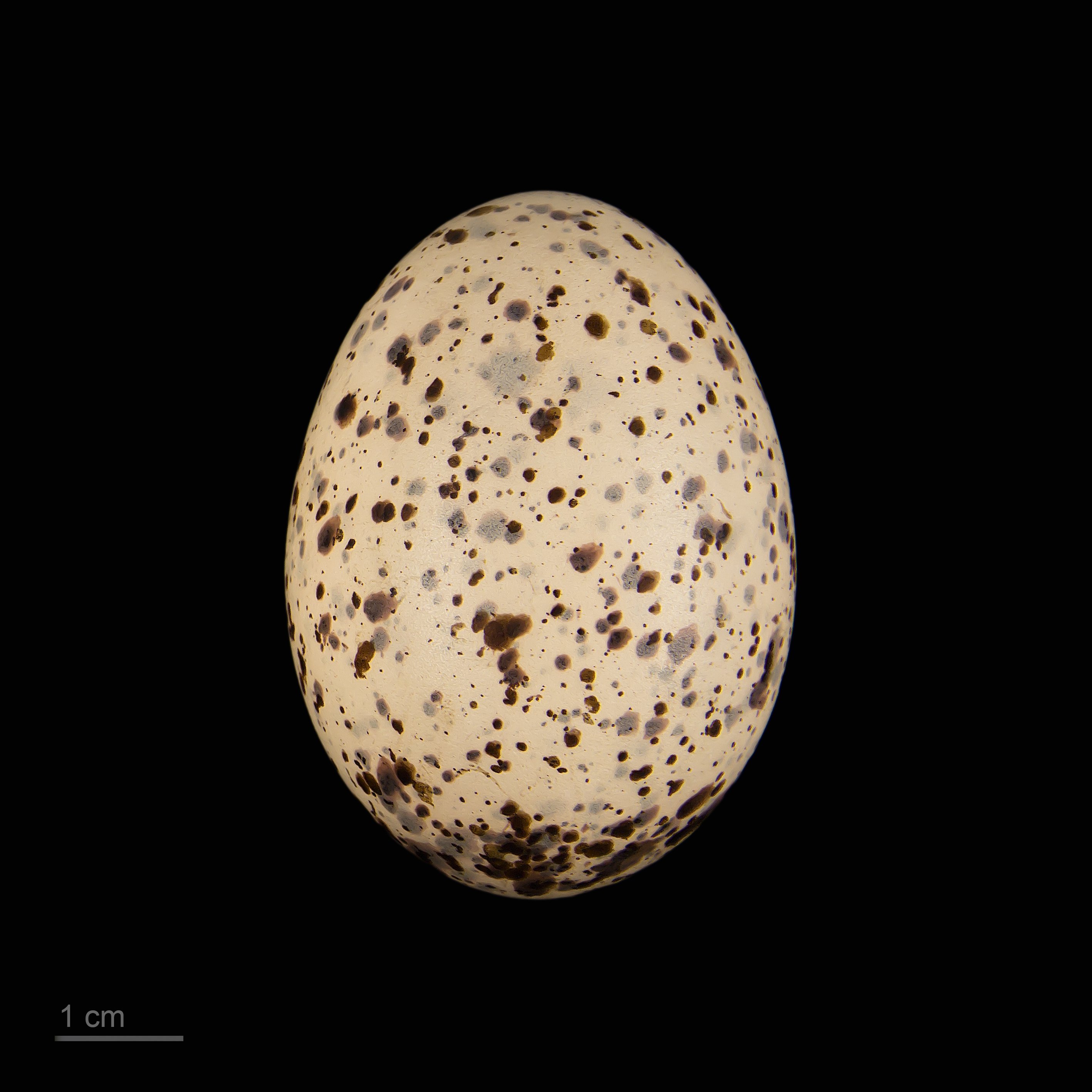
Onychoprion anaethetus

Rybák uzdičkový (Onychoprion anaethetus) je středně velký druh rybáka ze skupiny tmavohřbetých rybáků rodu Onychoprion, s cirkumtropickým rozšířením.

## Popis
Rybák uzdičkový je zbarvený podobně jako ostatní druhy rodu Onychoprion: má bílou hlavu s černou čepičkou, černý proužek od kořene zobáku přes oko, bílé čelo a bílý proužek nad okem. Hruď a břicho je šedavé, hřbet, svrchní strana křídel, kostřec a střed ocasu tmavohnědé. Okraje ocasu jsou bílé, nohy a zobák černé.

## Rozšíření
Hnízdí v několika poddruzích v tropických mořích celého světa:
- O. a. nelsoni hnízdí na tichooceánském pobřeží Mexika a střední Ameriky
- O. a. melanoptera hnízdí v oblasti Mexického zálivu, Karibského moře, u pobřeží západní Afriky a v Guinejském zálivu
- O. a. antarctica hnízdí v Rudém moři, Perském zálivu, na Mauriciu, Seychelách, Lakadivách, Kokosových ostrovech a Maledivách
- O. a. anaethetus hnízdí ve východním Indickém oceánu od západní Austrálie na sever po Japonsko a Tchaj-wan.

Tažný, rozptyluje se po světových oceánech.